# آلن گلدمن
آلن هریس گلدمن (به انگلیسی: Alan Harris Goldman) (زادهٔ ۱۹۴۵) فیلسوف آمریکایی و استاد فلسفه در کالج ویلیام و مری است. او برای آثار خود در زمینهٔ فلسفه و فرهنگ عامه، ادبیات، اخلاق، عشق و زیبایی‌شناسی شناخته شده‌است.